# Hôtel des Créneaux
L’hôtel des Créneaux est un hôtel du XVIe siècle situé à Orléans, dans le département du Loiret en région Centre-Val de Loire.
Le monument, accueille tour à tour l’hôtel de ville, le tribunal, le musée des Beaux-Arts et le musée d'Histoire naturelle. Il héberge aujourd'hui une partie du conservatoire d'Orléans.
Il est classé monuments historiques depuis 1840.

## Géographie
L'hôtel est édifié rue Saint-Catherine, dans le centre-ville d'Orléans.